# Herbert Ruscheweyh
Herbert Ruscheweyh (* 13. November 1892 in Hamburg; † 11. März 1965 ebenda) war ein deutscher Rechtsanwalt, der von 1931 bis 1933 Präsident der Hamburger Bürgerschaft war. Ab 1948 bis zum Eintritt in den Ruhestand 1960 bekleidete er in Hamburg die höchsten Richterämter.

## Leben

Gedenktafel für Herbert Ruscheweyh an der Poststraße 25 in Hamburg

Herbert Ruscheweyh wurde als Sohn des Hausmaklers Paul Erwin Ruscheweyh und seiner Ehefrau Bertha Mergaretha, geb. Lincke geboren. Er besuchte zunächst die Volksschule in der Realschule vor dem Lübecker Tor und dann das Kgl. Matthias-Claudius-Gymnasium in Hamburg-Wandsbek. Nach seinem Studium der Rechtswissenschaften in Neuchâtel, München und Kiel war er während des Ersten Weltkriegs Freiwilliger bei dem Husaren-Regiment „Königin Wilhelmina der Niederlande“ (Hannoversches) Nr. 15 in Wandsbek. Zuletzt diente er als Leutnant der Reserve beim Feldartillerie-Regiment Nr. 223 und erhielt u. a. das Hanseatenkreuz sowie das Verwundetenabzeichen. Unter dem Eindruck der Kriegserlebnisse trat er 1917 in die SPD ein.
1918 folgte die Promotion zum Dr. iur. an der Christian-Albrechts-Universität in Kiel. Im Jahr 1921 ließ sich Ruscheweyh in Hamburg als Anwalt nieder und gründete zusammen mit Max Eichholz eine erfolgreiche Sozietät. Ruscheweyh war Mitglied der SPD und von 1928 bis 1933 Mitglied der Hamburgischen Bürgerschaft. Von 1931 bis zur Machtübernahme der Nationalsozialisten in Hamburg am 8. März 1933 wirkte er als Präsident der Bürgerschaft. Während der Zeit des Nationalsozialismus war Ruscheweyh vor allem als Anwalt tätig. Er machte sich einen Namen durch die mutige Verteidigung von Kommunisten und Sozialdemokraten vor Gericht, zum Beispiel 1933 von Julius Leber. Die Gestapo erwirkte ein Verbot der Tätigkeit als Verteidiger in politischen Strafverfahren. Dennoch war Ruscheweyh so geachtet, dass er bis 1944 unter Auflagen weiter als Anwalt praktizieren konnte. 1935 musste die Sozietät mit Eichholz aufgelöst werden. Ruscheweyh wurde nach dem gescheiterten Attentat vom 20. Juli 1944 auf Adolf Hitler verhaftet und war mehrere Wochen im Polizeigefängnis Fuhlsbüttel inhaftiert.

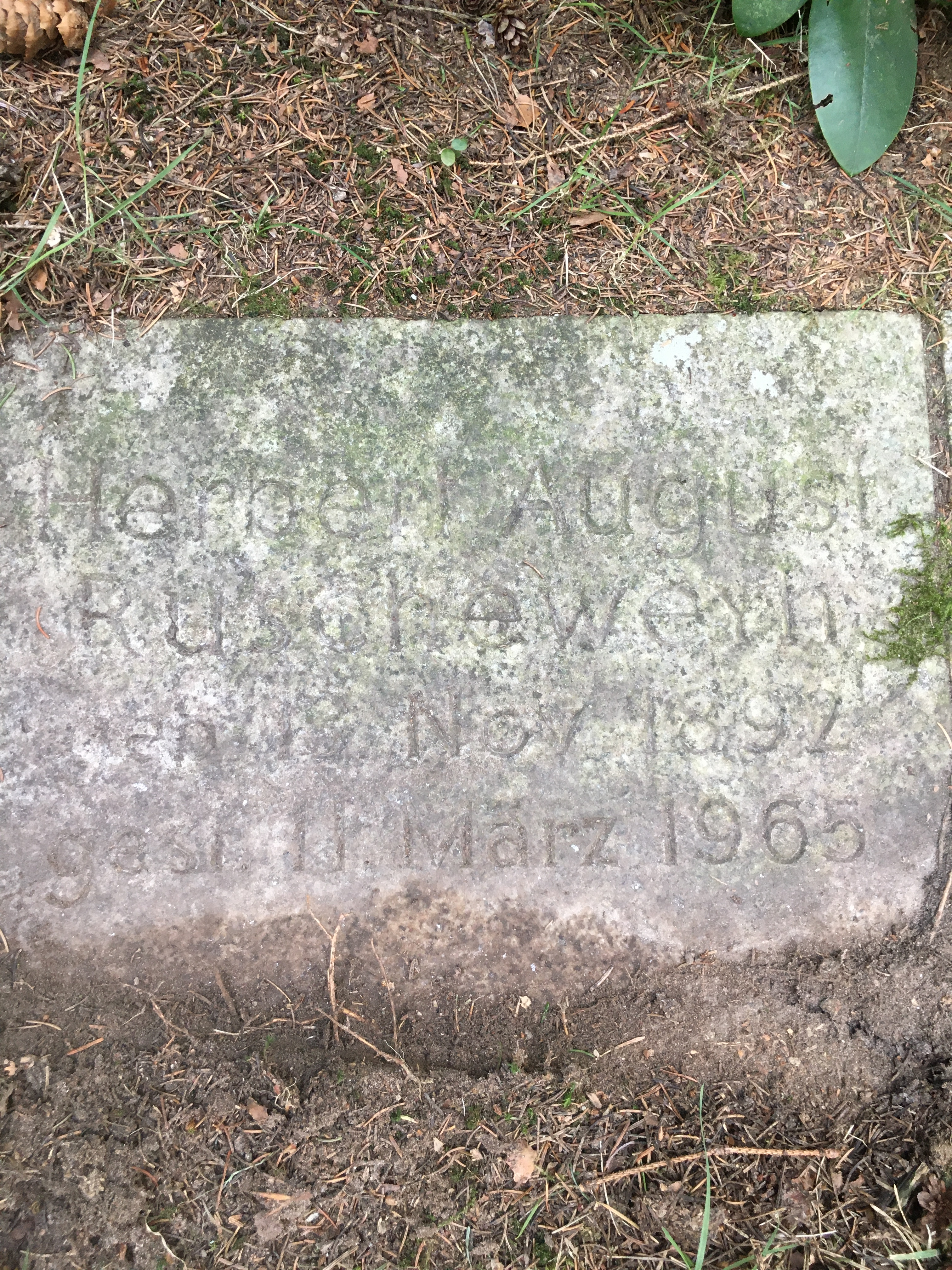
Kissenstein für Herbert Ruscheweyh auf dem Friedhof Ohlsdorf

Nach dem Zweiten Weltkrieg wurde Ruscheweyh am 30. Oktober 1945 zum Präsident der Hanseatischen Rechtsanwaltskammer gewählt. Wenige Monate später gab er seine Anwaltstätigkeit auf. Am 2. Januar 1946 wurde er Vizepräsident des Hanseatischen Oberlandesgerichts und am 1. Oktober 1946 dessen Präsident. Damit übte er zugleich die entsprechenden Ämter des Oberverwaltungsgerichts und des dann durch Gesetz vom 2. Oktober 1953 ins Leben gerufenen Hamburgischen Verfassungsgerichts aus. Zudem amtierte Ruscheweyh als Präsident des vom 27. Februar 1948 bis 27. Dezember 1951 bestehenden Deutschen Obergerichts für das Vereinigte Wirtschaftsgebiet in Köln. Am 27. Februar 1946 hatte er als Präsident die erste Sitzung der von den englischen Besatzungsbehörden ernannten Bürgerschaft geleitet; von diesem Amt war er in der zweiten Sitzung am 8. März 1946 durch die einstimmige Wahl Adolph Schönfelders abgelöst worden.
Ab 1951 war Ruscheweyh als Honorarprofessor der Rechtswissenschaftlichen Fakultät der Universität Hamburg tätig. Ruscheweyh wirkte als Präsident des Deutschen Juristentages 1953, 1955, 1957 und 1960. Im Jahr 1961 erhielt er das Große Verdienstkreuz mit Stern und Schulterband des Verdienstordens der Bundesrepublik Deutschland.
Herbert Ruscheweyh verstarb im Alter von 72 Jahren und wurde auf dem Friedhof Ohlsdorf beigesetzt. Die Familiengrabstätte liegt im Planquadrat AD 18 südwestlich von Kapelle 7. 
Im Hamburger Stadtteil Hummelsbüttel wurde 1975 die Ruscheweyhstraße nach ihm benannt.